# Natada barranca
Natada barranca är en fjärilsart som beskrevs av William Schaus 1920. Natada barranca ingår i släktet Natada och familjen snigelspinnare. Inga underarter finns listade i Catalogue of Life.